# Okręg wyborczy Dundee
Okręg wyborczy Dundee powstał w 1832 r. i wysyłał do brytyjskiej Izby Gmin jednego deputowanego, a od 1868 r. dwóch deputowanych. Okręg został zniesiony w 1950 r. i na jego miejsce utworzono dwa nowe okręgi - Dundee East i Dundee West.

## Deputowani do brytyjskiej Izby Gmin z okręgu Dundee

### Deputowani w latach 1832–1868
- 1832–1833: George Kinloch, wigowie
- 1833–1841: Henry Parnell, wigowie
- 1841–1857: George Duncan, wigowie
- 1857–1868: John Ogilvy, Partia Liberalna

### Deputowani w latach 1868–1950
- 1868–1874: John Ogilvy, Partia Liberalna
- 1868–1873: George Armitshead, Partia Liberalna
- 1873–1880: James Yeaman, Partia Liberalna
- 1874–1880: Edward Jenkins, Partia Liberalna
- 1880–1885: George Armitshead, Partia Liberalna
- 1880–1885: Frank Henderson, Partia Liberalna
- 1885–1888: Charles Lacaita, Partia Liberalna
- 1885–1906: Edmund Robertson, Partia Liberalna
- 1888–1889: Joseph Firth, Partia Liberalna
- 1889–1908: John Leng, Partia Liberalna
- 1906–1922: Alexander Wilkie, Partia Pracy
- 1908–1922: Winston Churchill, Partia Liberalna
- 1922–1924: Edmund Dene Morel, Partia Pracy
- 1922–1931: Edwin Scrymgeour, Szkocka Partia Prohibicji
- 1924–1929: Thomas Johnston, Partia Pracy
- 1929–1931: Michael Marcus, Partia Pracy
- 1931–1945: Florence Horsbrugh, Szkocka Partia Unionistyczna
- 1931–1945: Dingle Foot, Partia Liberalna
- 1945–1950: John Strachey, Partia Pracy
- 1945–1950: Thomas Cook, Partia Pracy